# Oreophryne kampeni
Oreophryne kampeni és una espècie de granota que viu a Papua Nova Guinea.